# Big E
Ettore Ewen (1 de marzo de 1986) es un luchador profesional estadounidense, que trabaja para la WWE,  bajo el nombre de Big E como agente libre.
Dentro de sus logros, esta el ser una vez Campeón Mundial, al ser una vez Campeón de WWE, también se destacan dos reinado como Campeón Intercontinental, dos reinados como Campeón en Parejas de Raw (WWE) y cinco reinados como Campeón en Parejas de SmackDown, ambos campeonatos en parejas fueron ganados bajo el stable The New Day. Además, dentro de NXT se destaca un reinado como Campeón de NXT, y en FCW se destaca un reinado como Campeón en Parejas de Florida de FCW y también como el ganador del Money in the Bank 2021.

## Carrera

### World Wrestling Entertainment/ WWE (2009-presente)

#### Territorios de desarrollo (2009-2013)

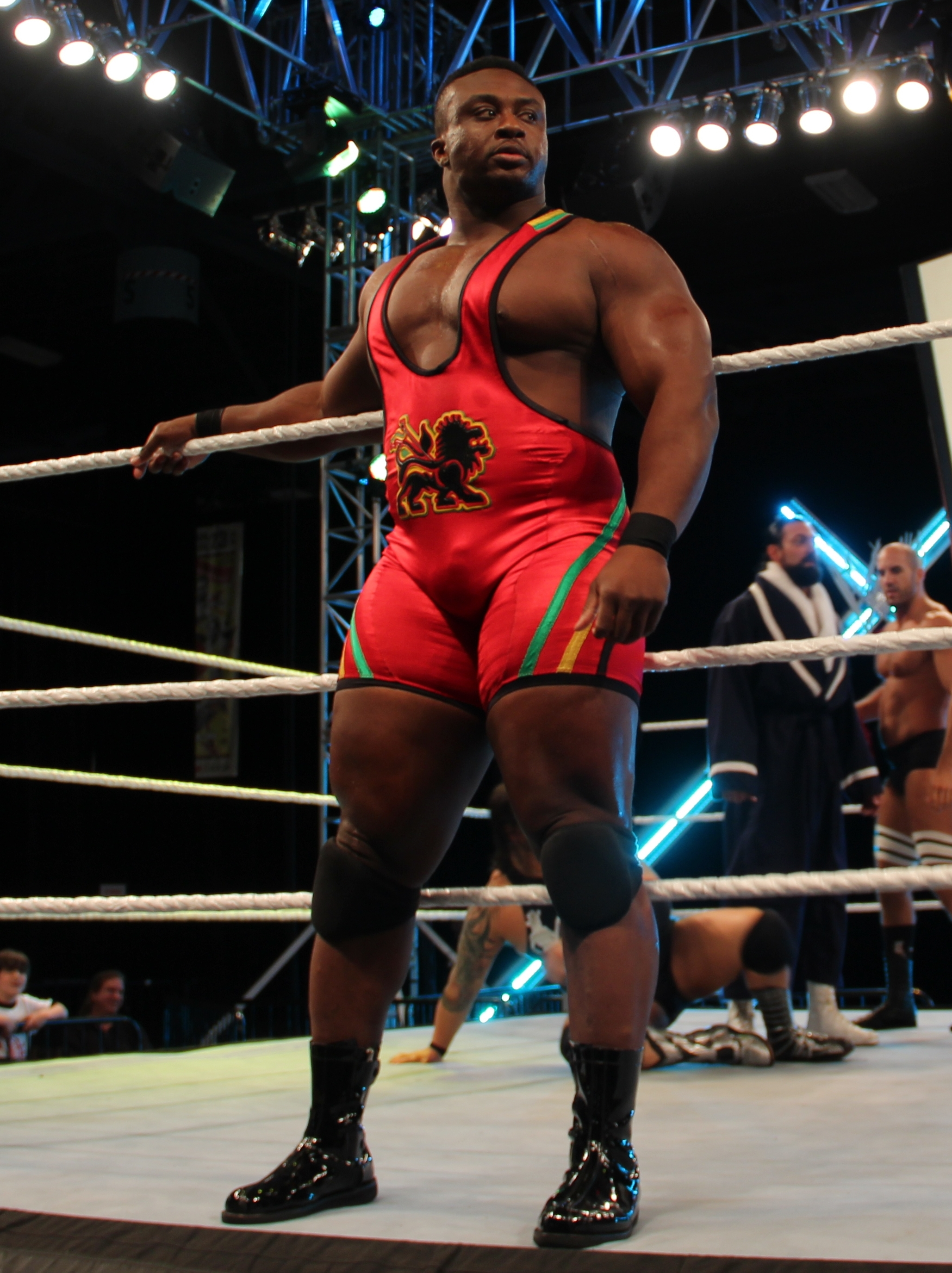
Ettore Ewen en WrestleMania Axxess en abril de 2012.

En el 2009, Ewen firmó un contrato con la World Wrestling Entertainment y fue asignado a su territorio de desarrollo Florida Championship Wrestling como Big E Langston. El 17 de diciembre el 2009 hizo su aparición haciendo equipo con Justin Gabriel, Skip Sheffield y Titus O'Neill para derrotar a Alexander Dawson, Donny Marlow, Jimmy Uso & Lennox McEnroe. El 12 de mayo de 2011, Langston y Calvin Raines derrotaron a Richie Steamboat y Seth Rollins y ganar el Florida Tag Team Championship. El 21 de julio Langston y Raines perdieron el Florida Tag Team Championship contra CJ Parker y Donny Marlow. Después participó en el Super Eight torneo pero fue eliminado en la primera ronda por Husky Harris. Langston se unió a Nick Rogers vencieron a Jiro y Sakamoto, convirtiéndose en los contendientes No-#1 al Florida Tag Team Championship contra Brad Maddox y Briley Pierce perdiendo. En febrero Langston participó en una batalla royal para ser contendiente No-#1 al Florida Tag Team Championship siendo el ganador Seth Rollins. El 11 de febrero de 2012, derrotó a Heath Slater en un house show de SmackDown. Como parte de WrestleMania Axxess venció Antonio Cesaro.
En 2012, Ewen, como Big E Langston, hizo su aparición el 1 de agosto de NXT grabado en Full Sail University, donde derrotó a Adán Mercer. Esto marcó el comienzo de una racha ganadora para Langston, que a partir de septiembre comenzó en repetidas ocasiones golpeando su maniobra final a sus oponentes y exigente que el árbitro utilizar una cuenta de cinco en lugar de una cuenta de tres, pronto comenzó una corta rivalidad con Camacho al que derrotó en repetidas ocasiones. El 6 de diciembre consiguió derrotar a Seth Rollins ganando el Campeonato de NXT y lo perdió el 23 de mayo de 2013 contra Bo Dallas.

#### 2012-2013

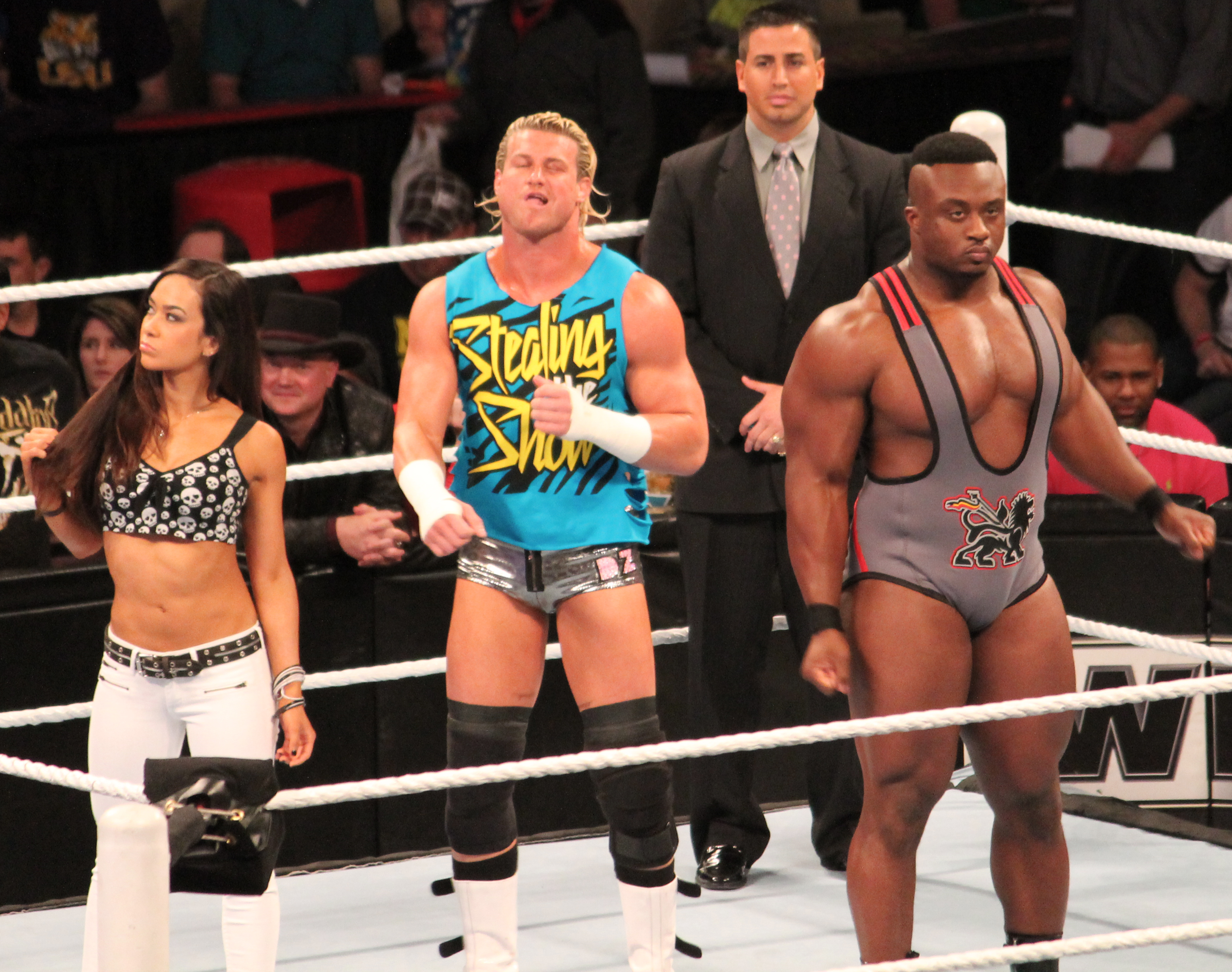
Big E junto a Dolph Ziggler y AJ Lee en 2013.

El 17 de diciembre, Big E hizo su debut en el roster principal de la WWE como heel, apareciendo junto a AJ Lee en el evento principal de los Slammy Award en RAW, atacando a John Cena mientras luchaba contra Dolph Ziggler. Luego, durante los siguientes meses, hizo varias apariciones acompañando a Ziggler y AJ. En WrestleMania 29, él y Dolph Ziggler fueron derrotados por Team Hell No (Kane y Daniel Bryan) en un combate por los Campeonatos en Parejas de la WWE. Al día siguiente en Raw su primera lucha individual, derrotando a Daniel Bryan.
Después empezó a acompañar a AJ Lee a sus luchas contra la Campeona de las Divas Kaitlyn. El 10 de junio en Raw, AJ reveló la identidad del admirador secreto de Kaitlyn, haciéndole creer que era Langston, reprimiéndola y dejándola destrozada. En la edición de Raw después del evento Money in the Bank, Langston traicionó a Ziggler aplicándole el Big Ending. El 26 de julio en SmackDown AJ y Big E Langston fueron atacados por Ziggler y Kaitlyn. En SummerSlam hizo equipo con AJ Lee. siendo derrotados por Dolph Ziggler y Kaitlyn. Tras eso, dejó de ser el acompañante de AJ Lee, pasando a luchar individualmente.
Tras unos meses sin storyline, el 18 de octubre durante SmackDown cambió a face tras ayudar a CM Punk a defenderse de Ryback y el campeón Intercontinental Curtis Axel, atacando a este último. A causa de eso, se pactó un combate entre Axel y Langston por el Campeonato Intercontinental en el "Kick Off de Hell in a Cell. Sin embargo, Axel se lesionó antes del evento, por lo que la lucha se canceló, dándole a Langston una lucha por el Campeonato de los Estados Unidos contra el campeón Dean Ambrose, la cual ganó por cuenta fuera debido a que Ambrose abandonó el ring y no regresó, lo que le permitió a este retener el título.
El 18 de noviembre en Raw, tuvo finalmente su combate contra Curtis Axel, derrotándolo y ganando el Campeonato Intercontinental por primera vez en su carrera. Tuvo su primera defensa en Survivor Series ante Axel, derrotándolo y reteniendo el título. Tras eso, comenzó un pequeño fuedo con Damien Sandow, a quien derrotó en TLC: Tables, Ladders & Chairs para retener el título. El 30 de diciembre en Raw retuvo el título ante Fandango.

#### 2014
Participó en el Royal Rumble Match en Royal Rumble entrando con el número 29, pero fue eliminado por Sheamus. En febrero de 2014, acortó su nombre ligeramente a Big E. El 23 de febrero en Elimination Chamber retuvo el Campeonato Intercontinental ante Jack Swagger. En WrestleMania XXX participó en el Andre the Giant Memorial Battle Royal, pero fue eliminado. El 4 de mayo en Extreme Rules perdió el título ante Bad News Barrett. Tras eso, comenzó un feudo con Rusev debido a sus constantes ataques verbales a los Estados Unidos. Esto los llevó a un combate en Payback, en donde fue derrotado en tan sólo 3 minutos. En Money in the Bank volvieron a enfrentarse, siendo nuevamente derrotado y acabando con eso el feudo. En Battleground, participó en un Battle Royal para coronar al nuevo Campeón Intercontinental, y que el título estaba vacante, pero fue eliminado por Cesaro.

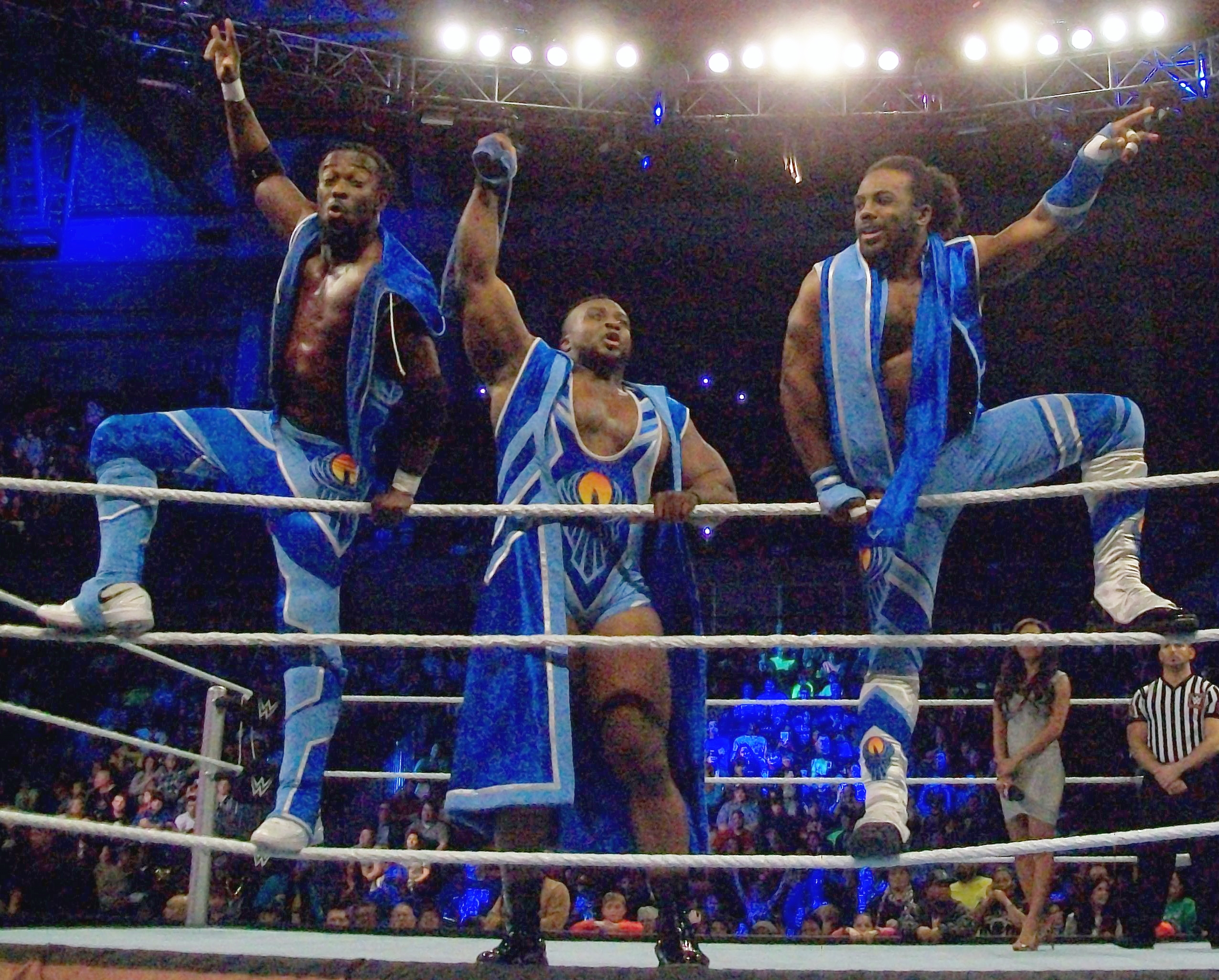
Big E (centro) con Kofi Kingston y Xavier Woods como The New Day en enero del 2015.

En el episodio de Raw del 21 de julio, después de perder una lucha por equipos contra RybAxel (Ryback & Curtis Axel) junto con Kofi Kingston, Xavier Woods apareció para hablar con ellos. Woods les dijo que no podían salir adelante "besando a los niños pequeños y estrechando sus manos con los fanáticos", porque ahora "era su tiempo". Entonces, Big E y Kingston unieron fuerzas con Woods, y al día siguiente en Main Event, la ayuda de Woods condujo a Big E y Kingston a una victoria sobre Heath Slater & Titus O'Neil. Sin embargo, el grupo de Woods se disolvió rápida y silenciosamente de la televisión, ya que tanto Big E como Kingston volvieron a luchar de manera individual sin señal ni mención del grupo. A pesar de eso, Big E, Kingston y Woods mantuvieron su alianza en los House Shows.
Sin embargo, a partir del 3 de noviembre en Raw, comenzaron a emitirse promos del grupo tanto de Big E, como de Kofi Kingston y como de Xavier Woods; con el grupo ahora siendo anunciado como The New Day y presentando a cada uno de los miembros bastante positivos. The New Day hizo su debut el 28 de noviembre en SmackDown venciendo a Heath Slater, Titus O'Neil & Curtis Axel. Tras eso, comenzaron un pequeño feudo con Gold & Stardust, haciendo que se enfrentaran en el Kick-Off de TLC: Tables, Ladders & Chairs, en donde Kingston y Big E acompañados por Woods salieron con la victoria.

#### 2015
El 5 de enero de 2015 en Raw, comenzaron una nueva rivalidad con Cesaro y Tyson Kidd, después de que estos los atacaran durante un combate de Big E contra Adam Rose. En el Kick-Off de Royal Rumble, junto con Kofi Kingston fue derrotado por Cesaro & Kidd. Además, en ese mismo evento, participó en el Royal Rumble Match entrando con el número 20 y siendo eliminado por Rusev. El 19 de febrero en SmackDown, Big E & Xavier Woods fueron derrotados por The Ascension. En el Kick-Off de WrestleMania 31, junto con Kingston se enfrentó a The Usos, Los Matadores y Tyson Kidd & Cesaro en una lucha por los Campeonatos en Parejas de la WWE, pero ganaron y retuvieron estos últimos. En ese mismo evento (y también durante el Kick-Off), participó en el André the Giant Memorial Battle Royal, pero fue eliminado por el ganador Big Show. El 7 de abril de en Raw, cambió a heel junto con Kingston y Woods después de que Kingston pateara a Kalisto durante la lucha de Big E & Woods contra The Lucha Dragons. En Extreme Rules, Big E & Kingston derrotaron a Cesaro & Tyson Kidd para ganar los Campeonatos en Parejas de la WWE por primera vez.
Debido a eso, The New Day utilizó la regla Freebird para permitirle también a Xavier Woods defender los títulos, aunque normalmente fueron defendidos por Big E y Kofi Kingston. Durante las siguientes semanas en SmackDown, Big E y Kingston tuvieron varias luchas individuales y por equipos contra Cesaro & Tyson Kidd, las cuales ganaron con ayuda de Woods. En Payback, Big E & Kingston derrotaron a Kidd & Cesaro en un 2-out-of-3 Falls Match para retener los campeonatos. El 31 de mayo en Elimination Chamber, Kingston & Big E retuvieron los títulos de nuevo ante Cesaro & Kidd, The Lucha Dragons, The Prime Time Players, The Ascension y Los Matadores en un Elimination Chamber Match para retener los campeonatos. El 14 de junio en Money in the Bank, Big E & Woods perdieron los campeonatos frente a The Prime Time Players. El 25 de junio en SmackDown, junto con Bo Dallas fueron derrotados por The Prime Time Players y The Lucha Dragons. El 4 de julio en el show en vivo The Beast in the East, Brock Lesnar derrotó a Kingston y después de la lucha Big E y Woods acudieron a ayudar a su compañero, pero ambos recibieron un F-5 de Lesnar. En Battleground, él & Kinsgton intentaron recuperar los campeonatos contra The Prime Time Players, pero fracasaron al ser derrotado Big E por el Clash of the Titus de Titus O'Neil. Sin embargo, el 23 de agosto en SummerSlam, derrotaron a The Prime Time Players, The Lucha Dragons y a Los Matadores para ganar los Campeonatos en Parejas de la WWE por segunda vez en su carrera. Al día siguiente en Raw, después de haber vencido a The Lucha Dragons, The New Day fueron atacados por The Dudley Boyz, quienes hacían su regreso a la WWE. Después de haber retenido exitosamente los campeonatos ante The Prime Time Players el 14 de septiembre en Raw, Big E & Kingston fueron vencidos por The Dudley Boyz en Night of Champions por descalificación en un combate por los títulos, por lo que los retuvieron. El 5 de octubre en Raw, Big E aceptó sin éxito el reto abierto por el Campeonato de los Estados Unidos de John Cena. En Hell in a Cell, a pesar de no tener la compañía de Woods debido a una lesión, Big E & Kingston retuvieron los campeonatos ante The Dudley Boyz, terminando de esa manera su feudo con ellos.
En Survivor Series, The New Day, Sheamus & King Barrett fueron derrotados por Ryback, The Usos & The Lucha Dragons en un Survivor Series Traditional Match. En TLC: Tables, Ladders & Chairs, Big E & Kofi Kingston derrotaron a The Usos y The Lucha Dragons en un Ladder Match para retener los campeonatos.

#### 2016

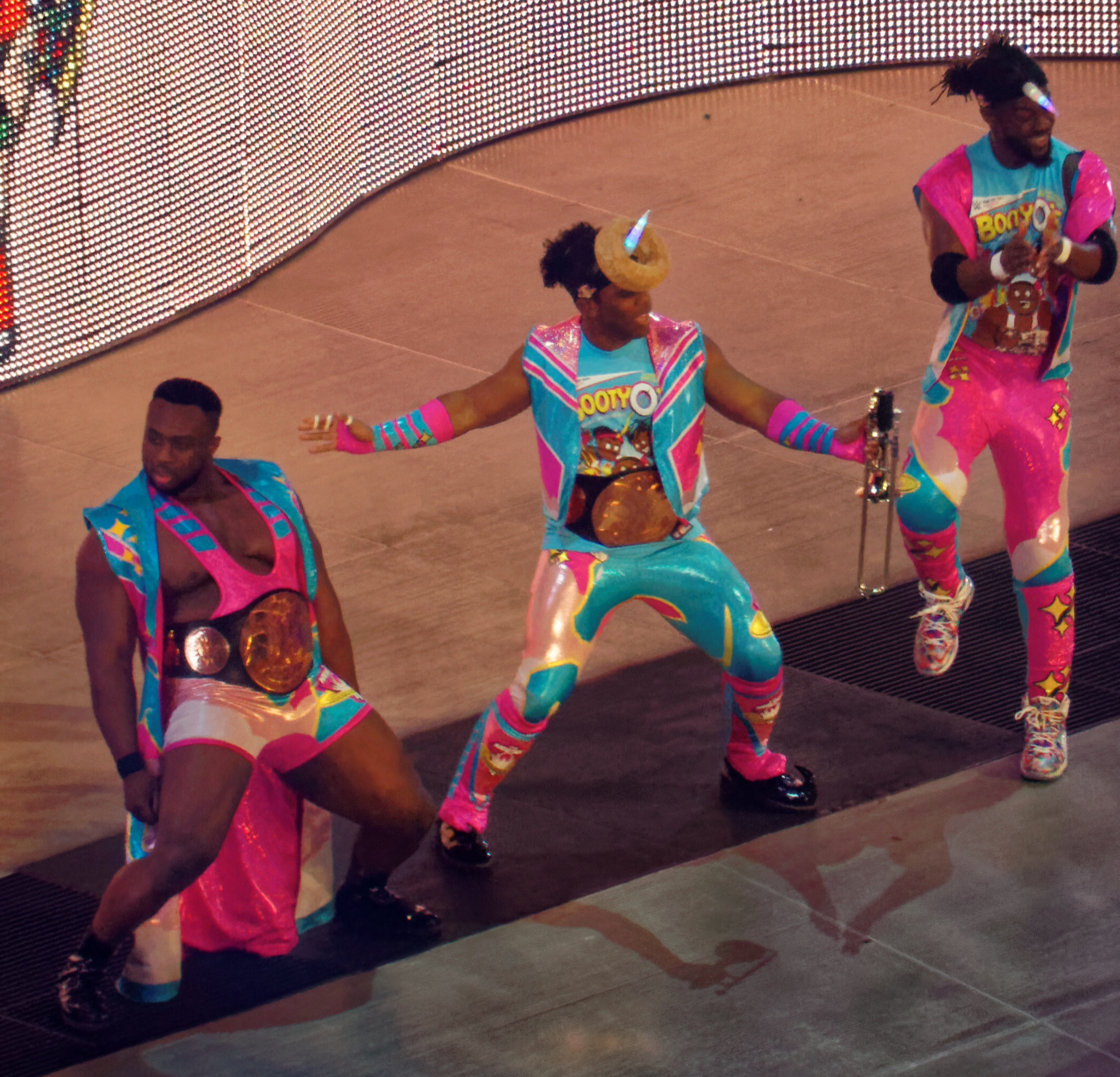
Los Campeones en Parejas de la WWE The New Day haciendo su entrada el 4 de abril en Raw, la noche después de WrestleMania 32.

Al comenzar el 2016, la gente comenzó a apoyar a The New Day a pesar de que los miembros del grupo seguían comportándose como villanos. En Royal Rumble, Big E & Kofi Kingston retuvieron los Campeonatos en Parejas de la WWE ante The Usos. En Fastlane, los miembros de The New Day aparecieron como invitados en el segmento The Cutting Edge Peep Show de Edge y Christian, en donde fueron confrontados por el stable conocido como The League of Nations, a quienes humillaron junto con Edge y Christian, mostrando actitudes de luchadores face. Sin embargo, aún siguieron como heel tras retener los campeonatos ante Y2AJ (Chris Jericho & AJ Styles) el 7 de marzo en Raw. El feudo con The League of Nations dio comienzo con una lucha por los campeonatos contra Sheamus & King Barrett en el evento en vivo Roadblock, en donde lograron salir ganadores. El 14 de marzo en Raw, Big E & Xavier Woods retuvieron los títulos otra vez ante The League of Nations, pero esta vez ante Rusev & Alberto del Río. Después de la lucha, fueron atacados por The League of Nations, cambiando Big E junto con Kingston y Woods definitivamente a face. En WrestleMania 32, The New Day fue vencido por The League of Nations debido a la interferencia de Barrett. El feudo terminó la noche siguiente en Raw, en donde Big E & Kingston retuvieron los campeonatos ante Sheamus & Barrett.
En Extreme Rules, The New Day retuvo los campeonatos ante The Vaudevillains y en Money in the Bank en un Tag Team Fatal 4-Way Match ante The Vaudevillains, Enzo Amore & Big Cass y Luke Gallows & Karl Anderson. El 19 de julio en SmackDown, debido al Draft y a la nueva separación de marcas, Big E junto con Kofi Kingston y Xavier Woods fueron mandados a la marca Raw. Tres días más tarde, el 22 de julio, el reinado de The New Day se convirtió en el más largo de la historia tras superar el récord anterior de 331 días, el cual ostentaban Paul London y The Brian Kendrick. En el episodio del 1 de agosto en Raw, Big E sufrió una lesión en la zona de la ingle debido a un ataque de Gallows & Anderson, por lo que estuvo ausente durante algunas semanas. Debido a la creación de los Campeonatos en Parejas de SmackDown, sus títulos fueron renombrados como los Campeonatos en Parejas de Raw. Hizo su regreso en SummerSlam atacando a Gallows y Anderson durante la lucha por los campeonatos de Kingston y Woods, por lo que Gallows y Anderson ganaron la lucha por descalificación y eso no les permitió ganar los títulos. Al día siguiente en Raw, el reinado de The New Day cumplió 365 días de duración (ósea un año completo). En Clash of Champions, Big E & Kingston retuvieron los títulos ante Gallows & Anderson.
En Hell in a Cell, Big E & Xavier Woods fueron derrotados por Sheamus & Cesaro en una lucha con los títulos en juego, por lo que salieron aún como campeones. El 31 de octubre en Raw, los miembros de The New Day anunciaron que serían los capitanes del Team Raw en la lucha 10-on-10 Man Survivor Series Tag Team Elimination Match en Survivor Series, en donde su equipo ganó después de derrotar al Team SmackDown. Tras eso, The New Day tuvo dos defensas exitosas de los títulos, una el 21 de noviembre en Raw contra Sheamus & Cesaro y la otra el 28 de noviembre en Raw contra Luke Gallows & Karl Anderson. En la edición del 12 de diciembre en Raw, The New Day retuvo los campeonatos en dos Triple Threat Tag Team Match, la primera ante Gallows & Anderson y Sheamus & Cesaro y la segunda ante Chris Jericho & Kevin Owens y Roman Reigns & Seth Rollins. En Roadblock: End of the Line, The New Day perdió los Campeonatos en Parejas de Raw ante Sheamus & Cesaro, terminando su reinado récord de 483 días.

#### 2017-2018
En Royal Rumble, los miembros de The New Day participaron en el Royal Rumble Match pero fueron eliminados por Sheamus y Cesaro. El 20 de febrero en Raw, fueron anunciados como los anfitriones de WrestleMania 33. En dicho evento, presentaron el regreso de The Hardy Boyz (Matt Hardy y Jeff Hardy). El 11 de abril en Raw, fueron trasladados a la marca SmackDown debido al Superstar Shake-Up, pero debido a una lesión que sufrió Kofi Kingston debutaron en la marca hasta la edición del 30 de mayo. Esa noche, retaron a The Usos a una lucha por los Campeonatos en Parejas de SmackDown en Money in the Bank, pero ganaron esa lucha por descalificación y eso no les permitió ganar los títulos.En Battleground, Kingston y Woods, representando The New Day, derrotaron a The Usos para ganar el campeonato en parejas de SmackDown por primera vez. A pesar de que Big E no luchó, debido a que The New Day defendió los títulos bajo la Freebird Rule, Big E también fue reconocido como un campeón. The New Day perdió los títulos contra The Usos en SummerSlam. The Usos mantuvo los títulos durante aproximadamente un mes, antes de que The New Day los ganara en SmackDown Live el 12 de septiembre. En Hell in a Cell, Big E y Xavier Woods perdieron los campeonatos contra The Usos. En Survivor Series fueron derrotados por The Shield (Dean Ambrose, Seth Rollins y Roman Reings). En Clash Of Champions junto a Kingston tuvieron una oportunidad por los Campeonatos en Parejas en un Fatal 4-Way, pero no lograron ganar. 
En Royal Rumble participó en el Royal Rumble Match entrando como número 9, pero fue eliminado por Jinder Mahal. En Fastlane The New Day se enfrentó a The Usos por los títulos, pero no hubo ganador debido a la interferencia de The Bludgeon Brothers. En WrestleMania 34 los tres equipos compitieron en un combate por los Campeonatos en Parejas de SmackDown, siendo The Bludgeon Brothers los ganadores. El 27 de abril en Greatest Royal Rumble participó en la mayor Royal Rumble de 50 hombres, entrando como número 31 y siendo eliminado por Braun Strowman. El 15 de julio en Extreme Rules, The New Day fue derrotado por Sanity, quienes debutaron en Smackdown atacándoles. En SummerSlam, Woods y Big E derrotaron a The Bludgeon Brothers por descalificación. Tras esto, se enfrentaron a ellos el 21 de agosto en un No Disqualification Match, derrotándoles y ganando por tercera vez los Campeonatos en Parejas de SmackDown. En Hell In A Cell retuvieron los títulos contra Rusev y Aiden English. El 6 de octubre en WWE Super Show-Down retuvieron los títulos esta vez contra Sheamus y Cesaro. Mantuvieron los títulos hasta el 16 de octubre en el episodio 1000 de SmacDown, perdiéndolos ante Sheamus y Cesaro debido a una interferencia de Big Show. Tras esto continuaron su feudo con Sheamus, Cesaro y su nuevo aliado Big Show, pero no lograron recuperar los Campeonatos en su revancha. En Survivor Series, Woods y Big E formaron parte del Team SmackDown que derrotó al Team Raw en la categoría de equipos, aunque ellos fueron eliminados. El 16 de diciembre en TLC, The New Day fueron derrotados por Sheamus y Cesaro en un combate por los Campeonatos en Parejas.

#### 2019-2020
En Royal Rumble participó en el Royal Rumble Match entrando como número 5 y pero fue eliminado por Samoa Joe. Camino a WrestleMania 35, Xavier Woods y Big E ayudaron a Kofi Kingston a conseguir su lucha por el Campeonato de la WWE ante Daniel Bryan. Pese a los obstáculos puestos por Vince McMahon, ambos lograron ganar un Tag Team Gauntlet Match, haciendo que Kingston ganasé su oportunidad por el título en WrestleMania 35, donde resultó salir ganador. Poco después Big E sufrió una lesión en el tobillo, haciendo su regreso en junio. En Extreme Rules junto a Woods derrotaron a Daniel Bryan y Erick Rowan, y a Heavy Machinery, ganando los Campeonatos en Parejas de SmackDown. Sin embargo, perdieron los títulos ante The Revival en Clash Of Champions. En Crown Jewel participaron en el Tag Team Turmoil Match por la Copa Mundial de Equipos, pero fueron eliminados por Luke Gallwos y Karl Anderson. El 8 de noviembre en SmackDown volvió a ganar los Campeonatos en Parejas de SmackDown, esta vez junto a Kingston, tras derrotar a The Revival. El 15 de noviembre tuvieron su primera defensa exitosa ante los mismos. En Survivor Series fueron derrotados por The Viking Raiders, en una lucha en la que también participaba The Undisputed Era (Bobby Fish y Kyle O'Reilly). El 29 de noviembre retuvieron los títulos ante Shinsuke Nakamura y Cesaro. El 15 de diciembre en TLC retuvieron los títulos esta vez ante The Revival.
En Super Show-Down, junto a Kofi Kingston, fueron derrotados por John Morrison & The Miz perdiendo los Campeonatos en Parejas de SmackDown!. En SmackDown!, derrotó a The Miz y a Jey Uso en una Triple Threat Match y ganó los Campeonatos en Parejas de SmackDown!. En Extreme Rules: The Horror Show, junto a Kofi Kingston fueron derrotados por Cesaro & Shinsuke Nakamura en un Tables Match perdiendo los Campeonatos en Parejas de SmackDown!. En Payback, derrotó a Sheamus. En el SmackDown Draft, derrotó a Sheamus en un Falls Count Anywhere Match, terminando el feudo. En el Kick-Off de T.L.C: Tables, Ladders & Chairs, junto a Daniel Bryan, Chad Gable & Otis derrotaron a  Sami Zayn, King Corbin, Cesaro & Shinsuke Nakamura. En el SmackDown! emitido el 25 de diciembre, derrotó a Sami Zayn en un Lumberjack Match ganando el Campeonato Intercontinental de la WWE por segunda vez. 

#### 2021
Comenzando el 2021, en el SmackDown! del 1.º de enero, se enfrentó a King Corbin, en un combate no titular, sin embargo terminó sin resultado debido a la interferencia de Sami Zayn, posteriormente, junto a Apollo Crews derrotaron a King Corbin & Sami Zayn, la siguiente semana en SmackDown!, se enfrentó a Apollo Crews por el Campeonato Intercontinental de la WWE, sin embargo terminaron sin resultado, debido a la interferencia de Sami Zayn. En Royal Rumble, participó en la Men's Royal Rumble Match, entrando de #10, eliminando a Sami Zayn, Mustafa Ali y a The Hurricane con apoyo de Bobby Lashley, sin embargo fue eliminado por Omos. 5 días después en SmackDown!, derrotó a Apollo Crews y a Sami Zayn en un Triple Threat Match y retuvo el Campeonato Intercontinental de la WWE, la siguiente semana en SmackDown!, ingresó al ring anunciando otro reto abierto por su Campeonato Intercontinental de la WWE, siendo interrumpido por Apollo Crews, pero no le dio otra oportunidad porque ya lo derroto y  se enfrentó al que aceptó el reto abierto por el Campeonato Intercontinental de la WWE siendo Shinsuke Nakamura, ganando por descalificación debido a que Apollo Crews lo atacó, como consecuencia retuvo el Campeonato Intercontinental de la WWE, la siguiente semana en SmackDown!, estuvo en la mesa de comentarista durante el combate de Shinsuke Nakamura contra Apollo Crews, después del combate, intento defender a Nakamura del ataque de Crews, sin embargo fue atacado por Crews con un escalón metálico, siendo sacado en camilla. Hizo su regreso en el SmackDown! del 12 de marzo, exigiendo que Apollo Crews se presente y lo enfrente por el Campeonato Intercontinental de la WWE, sin embargo no apareció Crews, por lo que anunció un Reto Abierto por el Campeonato Intercontinental de la WWE el cual fue respondido por King Corbin y Sami Zayn, pero fue Zayn el que entró al ring antes que Corbin, tras esto, derrotó a Sami Zayn y retuvo el Campeonato Intercontinental de la WWE, después del combate fue atacado por Apollo Crews y también con las escalones metálicos, tras esto se anunció que se enfrentaría a Apollo Crews por el Campeonato Intercontinental de la WWE en Fastlane. En Fastlane, derrotó a Apollo Crews y retuvo el Campeonato Intercontinental de la WWE, sin embargo perdió, después del combate, fue atacado por Crews. 5 días después en SmackDown!, junto a The Street Profits (Angelo Dawkins & Montez Ford) fueron derrotados por Apollo Crews, Chad Gable & Otis, la siguiente semana en SmackDown!, anunció que se enfrentará a Apollo Crews en un Nigerian Drum Fight por el Campeonato Intercontinental de la WWE en WrestleMania 37. En el evento Money in the Bank, ganó el maletín después de vencer a Seth Rollins. Posteriormente, se enfrascó en una rivalidad con Baron Corbin en torno al maletín, derrotándole en el kick-off de SummerSlam recuperando su maletín, que Corbin le había robado previamente en SmackDown. En el episodio del 13 de septiembre de Raw, canjeó su maletín del Money in the Bank ante Bobby Lashley, quien acababa de retener su título contra Randy Orton, para ganar el Campeonato de la WWE por primera vez en su carrera y convertirse en un Campeón de Tres Coronas. Esto generó una gran emoción entre los aficionados e incluso sus propios colegas de WWE lo felicitaron públicamente. En el episodio del 27 de septiembre de Raw, Big E retuvo el título ante Lashley en Steel Cage. En el episodio del 1 de octubre de SmackDown como parte del Draft, fue reclutado oficialmente para la marca roja debido a su reinado. En Crown Jewel, Big E defendió con éxito el Campeonato de la WWE contra Drew McIntyre. En Survivor Series, como representante de Raw, se enfrentó al Campeón Universal de la WWE Roman Reigns en un combate sin título, donde sufrió una derrota limpia ante Reigns. En el episodio del 22 de noviembre de Raw, Big E tuvo una exitosa defensa del título contra Austin Theory. Durante este periodo, tuvo una rivalidad con Seth Rollins, quien se ganó el derecho de enfrentarlo por su título en un futuro cercano. No obstante, la semana siguiente, fue derrotado por Kevin Owens en un combate no titular por descalificación después de que Rollins interfiriera, por lo que Owens también se ganó una oportunidad titular. Y en diciembre, Bobby Lashley sería el cuarto participante luego de vencer al propio Big E en un No Disqualification Match con ayuda de Owens, Rollins y MVP.

#### 2022-presente
Iniciando el año, Big E perdió el Campeonato de la WWE en el evento Day 1 a manos de Brock Lesnar (quien se supone debía enfrentar a Roman Reigns por el Campeonato Universal, pero este dio positivo por COVID-19) en un Fatal 5-Way Match en el que también participaban Rollins, Owens y Lashley. Dos días después en Raw, Big E luchó contra Lashley, Owens y Rollins por una oportunidad titular contra Lesnar, pero Lashley se llevaría la victoria. La semana siguiente, desafió a Rollins a un combate inmediato y sufrió una derrota limpia. Big E regresó oficialmente a SmackDown, donde se reunió con Kofi Kingston para reformar The New Day enfrentando a Happy Corbin y Madcap Moss. Más tarde participó en el Men's Royal Rumble Match en el evento homónimo, sin embargo fue eliminado por Randy Orton y Riddle. En el episodio del 11 de marzo de SmackDown, The New Day se enfrentó al equipo de Sheamus y Ridge Holland. Durante el combate, Big E se lesionó gravemente el cuello después de que Holland aplicara un Belly to Belly en ringside, lo que resultó en que Big E aterrizara en la parte superior de su cabeza; luego fue colocado en una camilla. En redes sociales, declaró que había sufrido una fractura en el cuello, con fracturas en las vértebras C1 y C6, pero sin lesiones en los ligamentos ni en la médula espinal. Big E también dijo que no necesitaría cirugía por su lesión y agradeció a fanáticos y colegas por su preocupación.
En agosto de 2023, reveló que los médicos le habían aconsejado que nunca volviera a luchar a pesar de no tener daños en los nervios ni problemas de fuerza. Él dijo: "Dijeron: 'Oye, no volvería a luchar si fuera tú'. Entonces, para mí, a los 37, estas son cosas en las que pienso... Comencé este trabajo a los 23 años, y probablemente tenía un poco de deseo de morir y estaba bien morir en el ring... Ahora, A mis 37 años me gustaría no morir en el ring, me gustaría hacer otras cosas con mi vida".

## Campeonatos y logros
- World Wrestling Entertainment/WWE
  - WWE Championship (1 vez)
  - NXT Championship (1 vez)

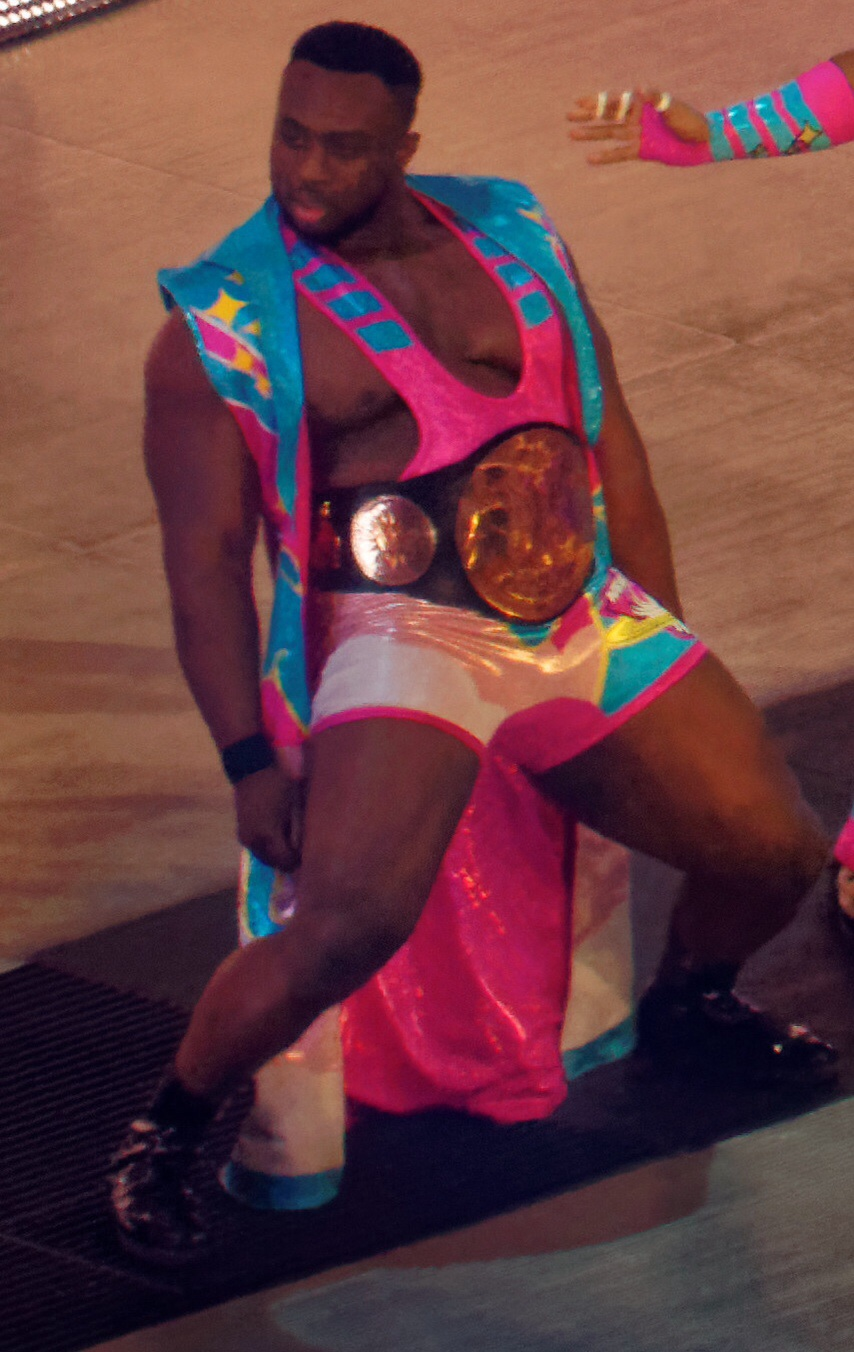
Big E es 8 veces campeón en parejas de WWE, todos como miembro de The New Day. En la imagen, posee el Campeonato en Parejas de WWE que obtuvo dos veces y pasó a ser llamado como Campeonato en Parejas de Raw.

  - WWE Intercontinental Championship (2 veces)
  - Raw Tag Team Championship (2 veces) - con Kofi Kingston & Xavier Woods (2)
  - SmackDown Tag Team Championship (6 veces) - con Kofi Kingston (5) & Xavier Woods (4)
  - Money in the Bank (2021)
  - Triple Crown Championship (trigesimocuarto)
  - WWE Year–End Award en parejas del año masculino (2019) - con Kofi Kingston y Xavier Woods
  - Sami Awards Superstar of the year (2020)
  - Slammy Award (1 vez)
    - Ring Gear of the Year (2020) – con Kofi Kingston y Xavier Woods

- Florida Championship Wrestling
  - Florida World Tag Team Championship (1 vez) - con Calvin Raines

- Pro Wrestling Illustrated
  - Equipo del año (2015) con Kofi Kingston y Xavier Woods (The New Day)
  - Equipo del año (2016) con Kofi Kingston y Xavier Woods (The New Day)
  - Situado en el N.º 402 en los PWI 500 de 2010
  - Situado en el N.º 215 en los PWI 500 de 2011
  - Situado en el N.º 265 en los PWI 500 de 2012
  - Situado en el N.º 33 en los PWI 500 de 2013
  - Situado en el N.º 24 en los PWI 500 de 2014
  - Situado en el N.º 44 en los PWI 500 de 2015
  - Situado en el N.º 38 en los PWI 500 de 2016
  - Situado en el N.º 59 en los PWI 500 de 2017
  - Situado en el N.º 70 en los PWI 500 de 2018
  - Situado en el N.º 72 en los PWI 500 de 2019
  - Situado en el N.º 101 en los PWI 500 de 2020
  - Situado en el N.º 13 en los PWI 500 de 2021
  - Situado en el N.º 9 en los PWI 500 de 2022